# Ligeti-diszkográfia
Ligeti György összes műveit először a Sony Classical jelentette meg. Ezt követően, elsősorban Ligeti elégedetlensége miatt a Teldec kiadóvállalat új felvételeket készített, amelyeket a 2000-es évek elején jelentetett meg. A Wergo kiadóvállalat a korábbi hanglemez-felvételeket dolgozta át és jelentette meg CD-n.

## Diszkográfia

### SonyGyörgy Ligeti Edition
| Cím                               | Művek címe | Énekesek | Zenekar Előadó | Karmester         | Azonosító         |
| --------------------------------- | --- | --- | --- | ----------------- | ----------------- |
| Vol. 1: String Quartets and Duets | 1. és 2. vonósnégyes Hommage á Hilding Rosenberg Ballada és tánc | | Arditti Quartet (1996) |                   | SK 62306          |
| Vol. 2: A Cappella Choral Works   | Éjszaka and Reggel Idegen földön Magány Két kánon Bethlehemi királyok Bujdosó Lux aeterna Lakodalmas Inaktelki nóták Mátraszentimrei dalok Pápainé Drei Phantasien nach Friedrich Hölderlin Magyar Etűdök Haj, ifjúság! Húsvét Hortobágy Magos kősziklának Kállai kettős | | London Sinfonietta Voices (1996) | Terry Edwards     | SK 61305          |
| Vol. 3: Works for Piano           | Études 1-15 Musica ricercata | | Pierre-Laurent Aimard (1996) |                   | SK 62308          |
| Vol. 4: Vocal Works               | Nonsense Madrigals Mysteries of the Macabre Aventures Nouvelles aventures Der Sommer Három Weöres-dal Öt Arany-dal Négy lakodalmi tánc | King's Singers Christiane Oelze Phyllis Bryn-Julson Sibylle Ehlert Eva Wedin (szopránok) Malena Ernman (mezzoszoprán) Rose Taylor (alt) Omar Ebrahim (bariton) | Pierre-Laurent Aimard és Irina Kataeva (zongora) Philharmonia Orchestra (1996)                                                        | Esa-Pekka Salonen | SK 61311          |
| Vol. 5: Mechanical Music          | Continuum Hungarian Rock Capriccio no. 1 Capriccio no. 2 Musica ricercata Etűdök (7, 9, 10, 11, 12 és 14a) Poéme symphonique 100 metronómra | | Pierre Charial (orgona) Jürgen Hocker (zongora) Francoise Terrioux (metronómok) (1997)                                                |                   | SK 62310          |
| Vol. 6: Keyboard Works            | Capriccio no. 1 Tanulmány zongorára Capriccio no. 2 Induló Polifon gyakorlat, négykezes zongorára Lakodalmas Sonatina Monument-Selbstportrait-Bewegung Passacaglia ungherese Hungarian Rock Continuum Harmonies Coulèe Volumina                                          | | Irina Kataeva és Pierre-Laurent Aimard (zongora) Elisabeth Chojnacka (csembaló) Szathmáry Zsigmond (orgona)                           |                   | SK 62307          |
| Vol. 7: Chamber Music             | Six Bagatelles for Wind Quintet Tíz darab fúvósötösre Hegedű, kürt és zongora trió Sonata, hegedűre | | London Winds Saschko Gawriloff (hegedű) Marie-Luise Neunecker (kürt) Pierre-Laurent Aimard (zongora) Tabea Zimmermann (hegedű) (1998) |                   | SK 62309          |
| Vol. 8: Le grand macabre          | | Laura Claycomb Charlotte Hellekant Jard van Nes Derek Lee Ragin Graham Clark Willard White Frode Olsen                                                         | London Sinfonietta Voices Philharmonia Orchestra (1998-1999)                                                                          | Esa-Pekka Salonen | SK 62312-2 (2 CD) |

### TeldecThe Ligeti Project
| Cím | Előadók Zemekar | Karmester                               | Azonosító           |
| --- | --- | --------------------------------------- | ------------------- |
| Vol. 1: Melodien; Chamber Concerto; Piano Concerto; Mysteries of the Macabre                                                                              | Pierre-Laurent Aimard (zongora) Peter Masseurs (trombita) Schoenberg Ensemble Asko Ensemble | Reinbert de Leeuw (2001)                | Teldec 8573-83953-2 |
| Vol. 2: Lontano; Atmospheres; Apparitions; San Francisco Polyphony; Romanian Concerto                                                                     | Berlin Philharmonic | Jonathan Nott (2002)                    | Teldec 8573-88261-2 |
| Vol. 3: Cello Concerto; Violin Concerto; Clocks and Clouds; Síppal, Dobbal, Nádihegedűvel                                                                 | Siegfried Palm (cselló) Frank Peter Zimmermann (hegedű) Asko Ensemble Schoenberg Ensemble | Reinbert de Leeuw (2002)                | Teldec 8573-87631-2 |
| Vol. 4: Hamburg Concerto; Double Concerto; Ramifications; Requiem                                                                                         | Marie-Luise Neunecker (kürt) Jacques Zoon (fuvola) Heinz Holliger (oboa) Caroline Stein (szoprán) Margriet van Reisen (mezzo) Asko Ensemble Schoenberg Ensemble Berlini filharmonikusok London Voices | Reinbert de Leeuw, Jonathan Nott (2003) | Teldec 8573-88263-2 |
| Vol. 5: Ballad and Dance; Cello Sonata; Artikulation: Aventures; Nouvelles aventures; Musica ricercata; Big Turtle Fanfare; Old Hungarian Ballroom Dances | Sarah Leonard (szoprán) Linda Hirst (mezzoszoprán) Omar Ebrahim (bariton) David Geringas (cselló) Max Bonnay (harmonika) Peter Masseurs (trombita), Asko Ensemble Schoenberg Ensemble                 | Reinbert de Leeuw (2003)                | Teldec 8573-88262-2 |
| Interview CD with Ligeti in English and German (2001) | |                                         | Teldec 2188         |

### Wergo
| Cím                                                                                           | Előadók | Azonosító    |
| --------------------------------------------------------------------------------------------- | --- | ------------ |
| Musica ricercata; Capriccio 1 and 2; Invention; Monument-Selbstportrait-Bewegung              | Begona Uriarte Hermann Mrongovius (zongora) | WER 60131-50 |
| Continuum; Ten Pieces for Wind Quintet; Artikulation; Glissandi; Harmonies; Coulèe; Volumina  | Antionette Vischer (csembaló) Zsigmond Szathmáry Karl-Erik Welin (orgona) | WER 60161-50 |
| Chamber Concerto; Atmosphères; Ramifications; Lux aeterna                                     | Ensemble 'die reihe' Friedrich Cerha SWF Symphony Orchestra Ernest Bour Saarland Radio Orchester Antonio Janigro Schola Cantorum Stuttgart Clytus Gottwald | WER 60162-50 |
| String Quartets nos. 1 and 2                                                                  | Arditti Quartet | WER 60079-50 |
| Horn Trio; Passacaglia ungherese; Hungarian Rock; Continuum; Monument-Selbstportrait-Bewegung | Saschko Gawriloff (hegedű) Hermann Baumann (kürt) Eckart Besch (zongora) Elisabeth Chojnacka (csembaló) Antonio Ballista Bruno Canino (zongora) | WER 60100-50 |
| Cello Concerto; Lontano; Double Concerto; San Francisco Polyphony                             | Siegfried Palm (cselló) Hessen Radio Symphony Orchestra Michael Gielen SWF Symphony Orchestra Ernest Bour Gunilla von Bahr (fuvola) Torleif Lännerholm (oboa) Swedish Radio Orchestra Elgar Howarth                                                                         | WER 60163-50 |
| The Grand Macabre (original version)                                                          | Dieter Weiler Penelope Walmsley-Clark Olive Fredricks Peter Haage ORF Chorus Arnold Schoenberg Choir ORF Symphony Orchestra | WER 6170-1   |
| Requiem; Aventures and Nouvelles aventures                                                    | Liliana Poli (szoprán) Barbro Ericson (mezzoszoprán) Gertie Charlent (szoprán) Bajor Rádió énekkara Frankfurti Rádió szimfonikus zenekara Michael Gielen Marie-Thérése Cahn (mezzoszoprán) William Pearson (bariton) Darmstadt International Chamber Ensemble Bruno Maderna | WER 60045-50 |
| Etudes, Book 1                                                                                | Volker Banfield | WER 60134-50 |

### Egyéb felvételek
| Cím | Előadók | Karmester         | Azonosító                     |
| --- | --- | ----------------- | ----------------------------- |
| Atmospheres; Lontano                                                                                            | Vienna Philharmonic | Claudio Abbado    | DG 429 160                    |
| Atmospheres | New York Philharmonic | Leonard Bernstein | SMK 61845                     |
| Chamber Concerto; Ramifications; String Quartet no. 2                                                           | Ensemble InterContemporain LaSalle vonósnégyes                                                                                               | Pierre Boulez     | DG 423 244-2                  |
| Cello Concerto; Piano Concerto; Violin Concerto                                                                 | Jean-Guihen Queyras (cselló) Pierre-Laurent Aimard (zongora) Saschko Gawriloff (hegedű) Ensemble InterContemporain                           | Pierre Boulez     | DG439 808-2                   |
| Cello Concerto; Piano Concerto; Chamber Concerto                                                                | Perényi Miklós (cselló) Ueli Wiget (zongora) Ensemble Modern                                                                                 | Eötvös Péter      | SK 58945                      |
| Violin Concerto (with Per Nergard Helle Nacht: Violin Concerto)                                                 | Christina Ástrand Danish National Radio Orchestra                                                                                            | Thomas Dausgaard  | Chandos 9830                  |
| Aventures; Nouvelles aventures; Mysteries of the Macabre; Monument-Selbstportrait-Bewegung; Volumina; Harmonies | Jane Manning Mary Thomas William Pearson Ensemble InterContemporain Hakan Hardenberger Roland Pöntinen Alfons és Aloys Kontarsky Gerd Zacher | Pierre Boulez     | DG 471 608-2                  |
| Complete piano music played by Fredrik Ullen                                                                    | Fredrik Ullen |                   | BS-CD783 és BS-CD983          |
| Etudes 1-17 | Toros Can |                   | l'empreinte digitale ED 13125 |
| Etudes 1-6 | Rolf Hind |                   | Factory FACD 256              |
| Etudes 1, 4, 8, 12, 16, 17, 18 (+ Reich és afrikai népzene)                                                     | Pierre-Laurent Aimard |                   | Teldec 8573 86584-2           |
| Works for piano and harpsichord                                                                                 | Erika Haase |                   | col legno collage 01          |
| Lux aeterna and other vocal works                                                                               | Groupe Vocal de France | Guy Reibel        | HMV Classics 73466-2          |
| Ligeti/Banda-Linda: Etudes Book 1 and Banda-Linda music                                                         | Jan Michiels (zongora) |                   | Megadisc MDC 7821             |
| Ligeti/Gamelan: Etudes Book 2 and Gamelan music                                                                 | Jan Michiels (zongora) Gamelan Orchestra Gong Kebyar                                                                                         |                   | Megadisc MDC 7820             |
| Ligeti: Lux aeterna, Hölderlin-fantáziák, brácsaszonáta/Heppener: Im Gestein                                    | Cappella Amsterdam Susanne van Els (brácsa)                                                                                                  | Daniel Reuss      | Harmonia Mundi HMC 901985     |
| Musica ricercata                                                                                                | Dana Ciocarlie (zongora) |                   | l'empreinte digitale ED 13211 |
| Requiem, Apparitions, San Francisco Polyphony                                                                   | WDR énekkar és szimfonikus zenekar, SWR Vokalensemble, Barbara Hannigan, Susan Parry                                                         | Eötvös Péter      | BMC166                        |
| Ligeti and Kurtág at Carnegie Hall: Melodien, Csellóverseny (+ Kurtág: Truszova és Ahmatova)                    | Perényi Miklós (cselló), UMZE kamarazenekar                                                                                                  | Eötvös Péter      | BMC162                        |
| Requiem & Lux aeterna (+ Clytus Gottwald átiratai)                                                              | Kammerchor Stuttgart, Óbudai Danubia zenekar, Gabriele Hierdeis, Renée Morloc                                                                | Frieder Bernius   | Carus 83.283                  |
| Complete works for a cappella Choir                                                                             | SWR Vokalensemble | Yuval Weinberg    | SWR19128                      |